# Purple Hearts (film)
Purple Hearts è un  film del 2022 diretto da Elizabeth Allen Rosenbaum.
Si tratta di un film originale Netflix, uscito il 29 luglio 2022, prodotto da Elysa Dutton, Leslie Morgenstein e Sofia Carson, e basato sull'omonimo romanzo di Tess Wakefield. Nella pellicola, a carattere romantico-sentimentale, la protagonista Sofia Carson interpreta varie canzoni, tra le quali il successo Come Back Home, della quale è anche coautrice.
Il film racconta la storia di un'aspirante cantautrice femminista e di un marine statunitense, due persone molto diverse, ma destinate a stare insieme. Dopo un'unione di convenienza e conflitti apparentemente insanabili, si innamoreranno perdutamente l'uno dell'altra.

## Trama
A Oceanside la giovane Cassie Salazar lavora all'interno di un locale dove alla fine del proprio turno si esibisce anche come cantante. Un giorno giungono alcuni marine dalla vicina base militare, in procinto di partire per l'Iraq. Tra questi il suo vecchio amico Frankie e Luke Morrow, che è colpito da Cassie e l'approccia, ricevendo però un secco rifiuto, dettato da un pregiudizio che la ragazza dice di avere per gli uomini in uniforme.
Cassie convive con una malattia, il diabete di tipo 1, curarsi con l'insulina è un problema cui non riesce a fare fronte economicamente, non avendo un'assicurazione sanitaria. Disperata, chiede all'amico Frankie se sia disposto a sposarla, così da poter usufruire dell'assicurazione di cui beneficiano le famiglie dei marines per pagare le proprie cure. L'amico, pur volendo bene a Cassie, rifiuta, sia perché potrebbe vedere stroncata la propria carriera se venisse scoperto il matrimonio fittizio, sia perché è felicemente fidanzato.
La proposta di Cassie fa però riflettere l'amico di Frankie, Luke, che pochi sanno che in passato ha avuto problemi di droga e alcol, che ha ancora il suo vecchio spacciatore che lo tormenta per riavere i soldi di un debito non saldato. Avendo un vantaggio economico sposandosi, Luke decide di farsi avanti con Cassie per proporle un matrimonio fittizio dal quale entrambi potrebbero avere benefici. In brevissimo i due si accordano e, così, appena prima che lui parta per l'Iraq, con l'amico Frankie testimone, si sposano.
Luke parte ma avvisa Cassie che nonostante la lontananza dovranno chiamarsi tutti i giorni, mandarsi mail e messaggi continuamente, per far sembrare che il matrimonio sia vero, in quanto dovranno fugare tutti i dubbi sulla loro unione, sicuramente sospetta, potrebbe sollevare.
Così, rispettando l'accordo, si scrivono tutti i giorni, approfondendo la conoscenza reciproca, ancora limitatissima, al di là di una prima notte di nozze realmente consumata, a dimostrazione di un'attrazione reciproca che comunque c'era.
Cassie scrive anche una canzone, Come Back Home, che dedica ai Marines e ai loro familiari, innegabilmente ispirata a Luke, che si commuove ascoltandola insieme a tutti i suoi amici collegati in videochiamata.
Proprio dopo aver esultato per il successo che la sua nuova canzone sta avendo nel web, Cassie apprende di un incidente capitato a Luke. È rimasto gravemente ferito ad una gamba e ora sta per tornare a casa. Secondo le istruzioni dette da Luke, Cassie deve informare della cosa il fratello di lui, Jacob. Per errore però viene in contatto con il padre, che si chiama anche lui Jacob, che era ignaro della sorte del figlio. 
Al ritorno dall'Iraq, Luke è atteso dall'intera famiglia e incolpa Cassie di questo. I due dovranno continuare a sostenere il finto legame anche durante la riabilitazione di Luke che informa sua moglie che nell'incidente in cui è rimasto ferito, l'amico Frankie è rimasto ucciso.
Cassie, distrutta per la morte dell'amico, è contrariata dal dover continuare la messinscena con Luke, ma non c'è alternativa e quindi deve ospitare l'uomo a casa sua, dimostrandosi per altro, brava nel curarlo, ricevendo l'approvazione dei familiari del marito che, in tutta questa vicenda, hanno visto un Luke nuovo, reso migliore dal suo matrimonio.
Luke, in realtà, non ha saldato il debito con Johnno, lo spacciatore che ora minaccia di svelare il suo "matrimonio finto" se non vedrà restituito il resto del debito.
Mentre Cassie continua a riscuotere successi e può cominciare a immaginare un futuro come musicista. La madre di Cassie riceve minacce da Johnno lo spacciatore che fanno precipitare la situazione con Luke, che confessa di essere ricattato da Johnno.
Tornando discretamente in forma, crede di risolvere la cosa con le maniere forti, ma Johnno lo denuncia davvero e così viene arrestato dalla Polizia Militare e sottoposto a indagine. 
Ascoltati dalla corte militare, i due giovani non possono negare la natura del loro matrimonio, siglato per reciproco interesse. Luke però, per salvare Cassie da una probabile condanna civile, si accolla tutta la responsabilità, inasprendo la sua posizione, ma evitando così che anche lei debba pagare conseguenze.
Luke è radiato dai marines e dovrà scontare sei mesi di pena in un carcere militare.
Cassie riflette molto sull'accaduto, quando col suo gruppo raccoglie gli applausi convinti di un grandissimo pubblico di un concerto che sono stati chiamati ad aprire, si accorge di pensare sempre a Luke e realizza quanto sia realmente innamorata di quest'uomo. 
Accorsa con gli altri familiari a salutarlo prima che entri in prigione, lo abbraccia promettendogli che lo attenderà, così anche lui svela il suo sentimento profondo e dopo un lungo bacio va ad affrontare la sua pena, con la consapevolezza di aver dato finalmente una svolta positiva alla sua vita.

## Produzione
Parte delle riprese sono girate effettivamente a Camp Pendleton, dove la vicenda è ambientata. Il Dipartimento della difesa degli Stati Uniti d'America ha dato la sua approvazione dopo che James Dever, un suo dipendente, è stato inserito tra i consulenti della pellicola, con l'obiettivo di dare nella stessa una rappresentazione equilibrata della vita dei marines.